# Георги Ангелов (поет)
Вижте пояснителната страница за други личности с името Георги Ангелов.
Георги Борисов Ангелов е български поет и преводач.

## Биография
Роден е на 1 юли 1968 г. в град Първомай, област Пловдив. Завършва Великотърновския университет „Св. св. Кирил и Методий“, специалност „История“. Живее и работи в село Зетьово, Чирпанско.
Член на Съюза на българските писатели, както и на Дружеството на писателите в гр. Пловдив и гр. Пръвомай, зам.-председател на дружеството на пишещите в Чирпан.
Негови стихове са публикувани в националния и регионалния печат, в антологии и сборници, превеждани на руски, английски, турски и сръбски език. Самият той превежда от руски език.
Главен редактор е на електронното списание „Литературен свят“, създадено през 2008 г.
Носител е на национални награди за поезия, сред които годишната литературна награда на издателство „Фльорир“ „Ергосфера“ (2014), националната литературна награда на СБП „Божидар Божилов“ (2014), националната литературна награда „Пеньо Пенев“ (2018) и наградата „Георги Джагаров“ за патриотична поезия (2025).

## Произведения
Георги Ангелов е автор на поетичните книги:
- „Езикът на здрача“ (1997)[4]
- „Монолог на Кортес“ (1998)[5]
- „Ненамерени хроники“ (2000[6], 2010[7] 2-ро разш. и доп. изд., 2013 3-то разширено и доп. изд.[8])
- „Зимна трева“ (2002)[9]
- „Ариергард“ (2003)[10], номинирана за наградата „Пловдив“
- „Жерав над снега“ (2007)[11]
- „Опорна точка“ (2007)[12]
- „Друга свобода“ (2008)[13]
- „Забравената книга“ (2008)[14]
- „Премълчаното“ (2014)[15]
- „Свобода“ (2014)[16]
- „Тристишия“ (2014)[17]
- „Епицентър“ (2014)[18]
- „Пепелище“ (2017)[19]
- „Солта на земята“ (2017)[20]
- „Глина“ (2019)[21]

Подготвени за печат: „Нещо свое“, „До първата светкавица“ (тристишия), „Взрив в Парламента“. Работи над книга с дневникова проза – „Светите скитници“.